# جماعة تحت السور
جماعة تحت السور هي مجموعة من المثقفين التونسيين يختلفون في اختصاصاتهم العلمية. هم قدماء العصر كانو قبل الحرب العالمية الثانية يجتمعون في «مقهى تحت السور» بالحي الشعبي المحاذي لـباب سويقة.
مكّنت الجماعة للتونسيين النخبة في عهد الحماية بمختلف توجهاتهم الفكرية من أدباء، شعراء، موسيقين، فنانين، كوميديين... بالالتقاء والتحاور في مختلف المواضيع.

## الأعضاء
| - مصطفى أمين - محمد العريبي - أبو القاسم الشابي - عمر الغرايري - الطاهر الحداد - عبد العزيز العروي | - عبد الرزاق كرباكة - مصطفى خريف - الهادي الجويني - الهادي العبيدي - زين العابدين السنوسي - خميس ترنان | - علي الدوعاجي - الصادق ثريا - محمد التريكي - علي الجندوبي - محمد المرزوقي - محمود بيرم التونسي | - الحبيب شيخ روحه |

## مواضيع ذات صلة
- حركة الشباب التونسي